# Volodymyr (stad)
Volodymyr (Oekraïens: Володимир; van 1944 tot 2021 Володимир-Волинський, Volodymyr-Volynsky) is een stad in de oblast Wolynië (Oekraïne) met 38.070 inwoners.

## Etymologie
De herkomst van de naam Volodymyr is onzeker. De stad wordt voor het eerst genoemd in twee 12e-eeuwse bronnen: de Gesta Hungarorum en de Primaire Kroniek (PVL). De Gesta vermeldt onder het jaar 884 dat de Magjaren eerst in Kiev kwamen, westwaarts trokken en twee weken in de stad Lodomir verbleven om zich ten slotte in Pannonië te vestigen (op de plek van het huidige Hongarije). De PVL vermeldt de stad voor het eerst onder het jaar 988, toen Volodimer' I net Kiev had veroverd en zijn zoon Vsevolod aanstelde als vorst over Volodimer'. Dit suggereert enerzijds dat de stad al enige bestond en anderzijds dat de stad deze naam al had, niet dat Volodimer' I de reeds bestaande stad kort na zijn machtsovername naar zichzelf hernoemde.
Sinds 988 lijkt Volodimer' de hoofdstad te zijn geweest van het Vorstendom Wolynië. De Latijnse naam van de stad is Lodomeria, afgeleid van Volodimer', en was de naamgever van het historische Koninkrijk Galicië en Lodomerië. De lokale Slavische naam ontwikkelde zich ondertussen tot Volodimir en uiteindelijk Volodymyr. Bij de Derde Poolse Deling van 1795 werd de stad geannexeerd door het Keizerrijk Rusland en de naam officieel gerussificeerd tot Vladimir. In 1944 werd daar Vladimir-Volynskyi van gemaakt, ter onderscheid van Vladimir aan de Kljazma. Tot 15 december 2021 heette de stad in het Oekraïens nog steeds Volodymyr-Volynsky, waarbij Volynsky verwees naar de oblast Wolynië. Op 1 oktober 2021 stemde de gemeenteraad ervoor om de regionale aanduiding te laten vallen en de naam van de stad te veranderen in gewoon Volodymyr, aangezien er geen andere stad in Oekraïne was met dezelfde naam en er dus geen verwarring meer mogelijk was. Het besluit moest worden geratificeerd door het nationale parlement van Oekraïne, de Verchovna Rada, om in werking te treden. Op 14 december 2021 keurde het parlement de naamswijziging goed (deze werd gesteund door 348 van de 450 volksvertegenwoordigers). Het hoofd van de afdeling publieksrelaties en media van het stadsbestuur van Vladimir aan de Kljazma in Rusland protesteerde dat er maar één stad kon zijn die "Vladimir" heette.

## Geografie
Volodymyr ligt aan de rivier de Loeha. De stad ligt aan de N22 en is ook per spoor bereikbaar via Station Volodymyr. Vijf kilometer ten zuiden van de stad ligt het klooster van Zymne.
Volodymyr ligt in het westen van de oblast Wolynië en is de hoofdplaats van het rajon Volodymyr-Volynsky. De stad ligt dicht bij de grens met Polen. Volodymyr ligt nabij grote steden als Kovel (50 km), Loetsk (70 km) en Hrubieszów (Polen; 30 km).

## Geboren
- Josafat Kuncewycz (1580-1623), heilige

## Stedenbanden
Volodymyr heeft stedenbanden met de volgende steden:
- Hrubieszów, Polen
- Kętrzyn, Polen
- Łęczyca, Polen
- Zwickau, Duitsland

## Afbeeldingen

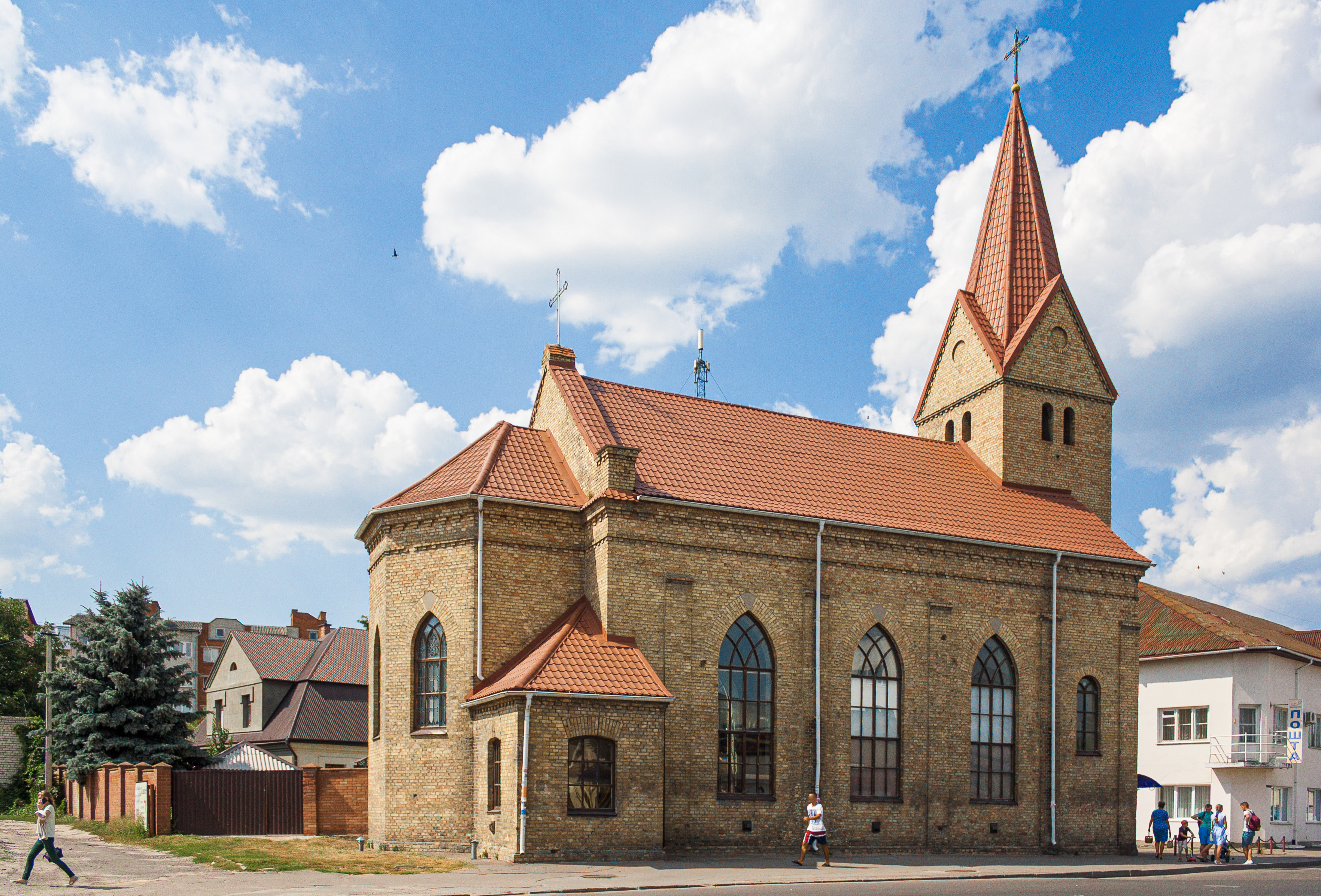
Grieks-katholieke kerk
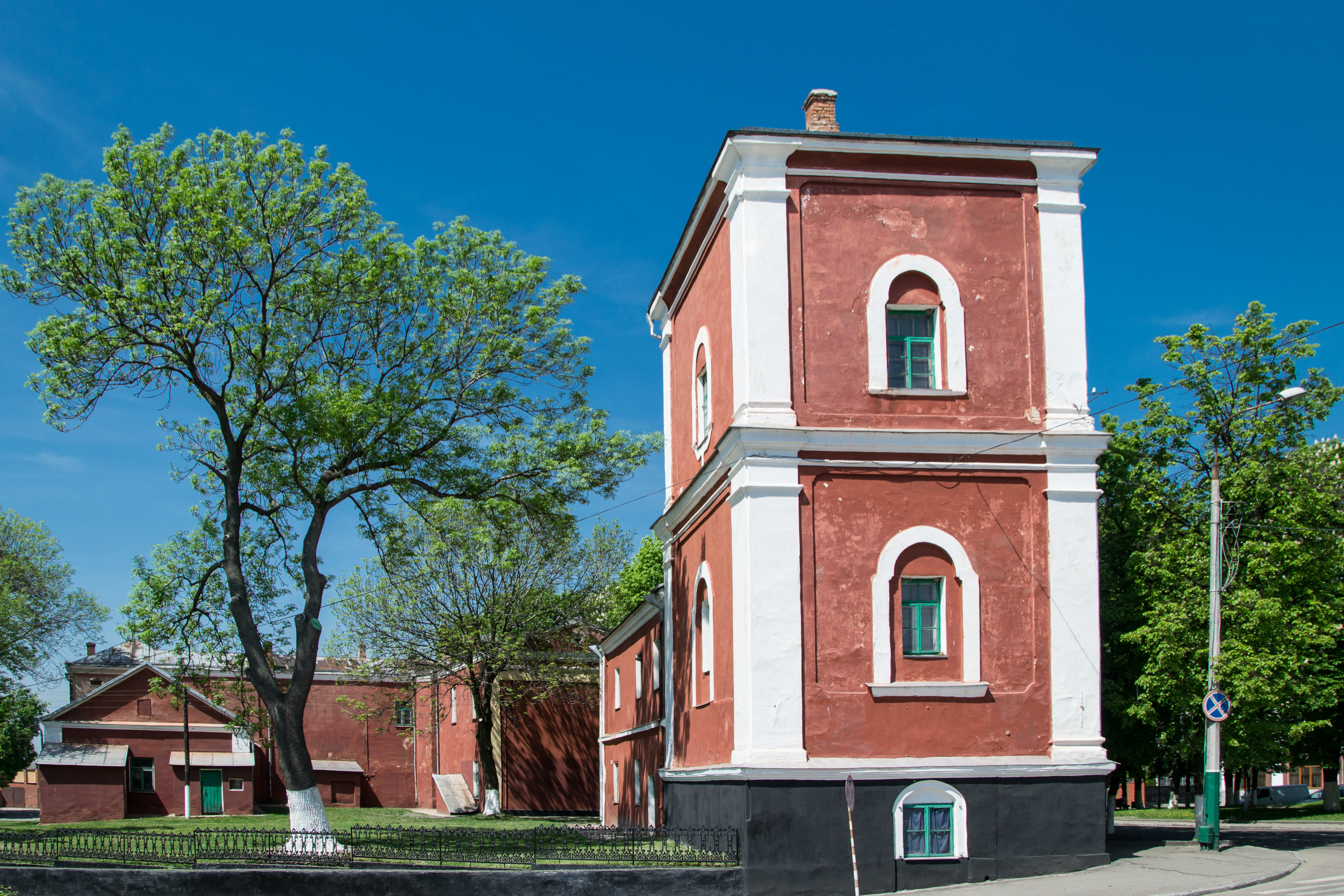
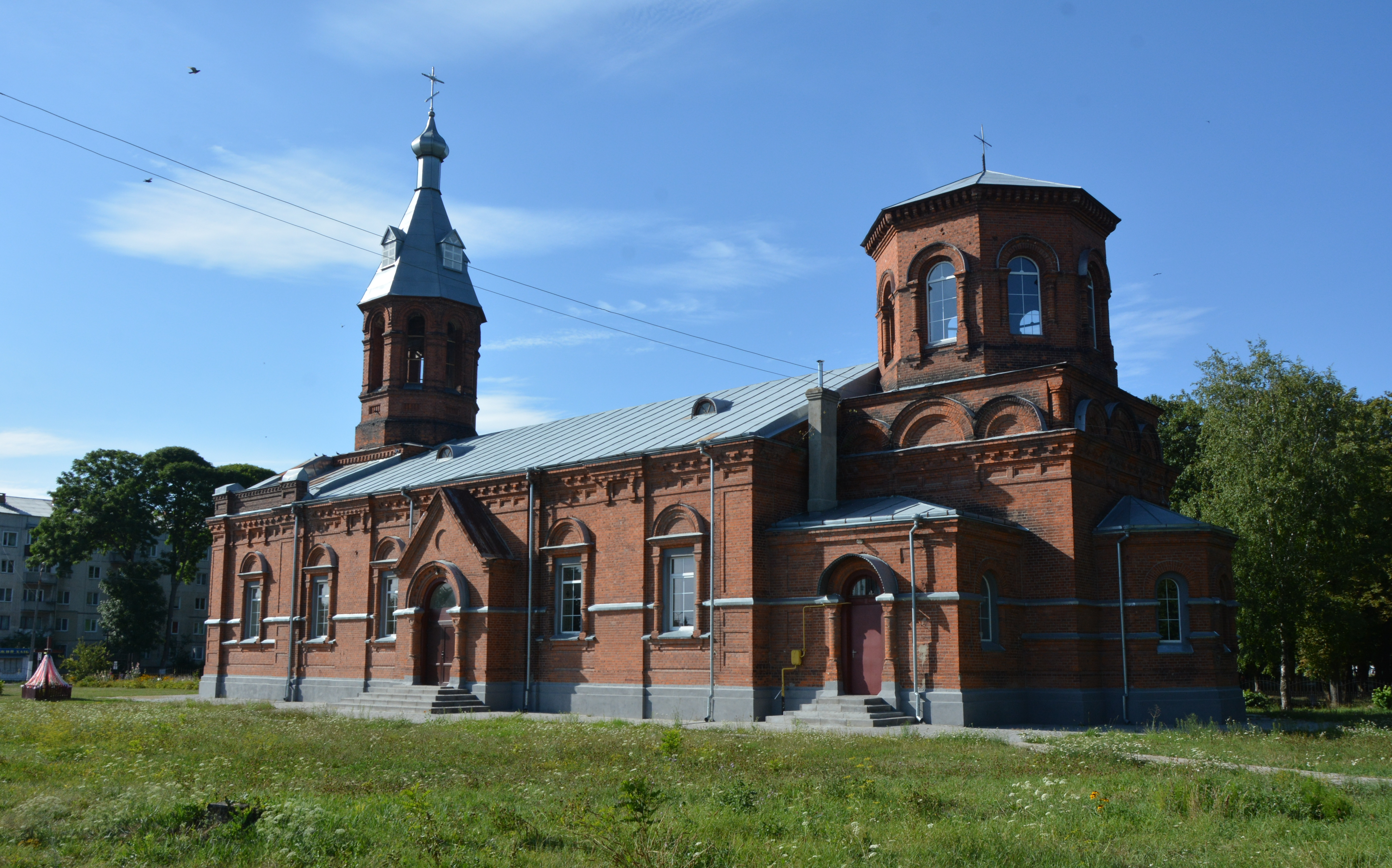
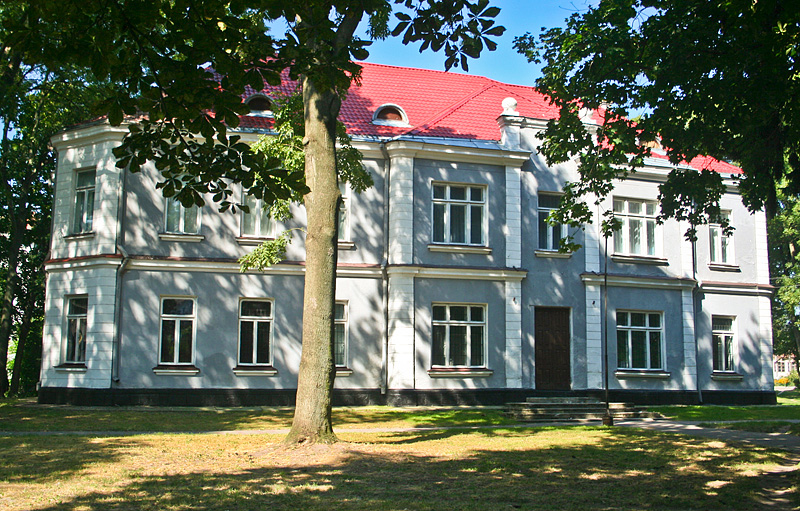
Historisch museum
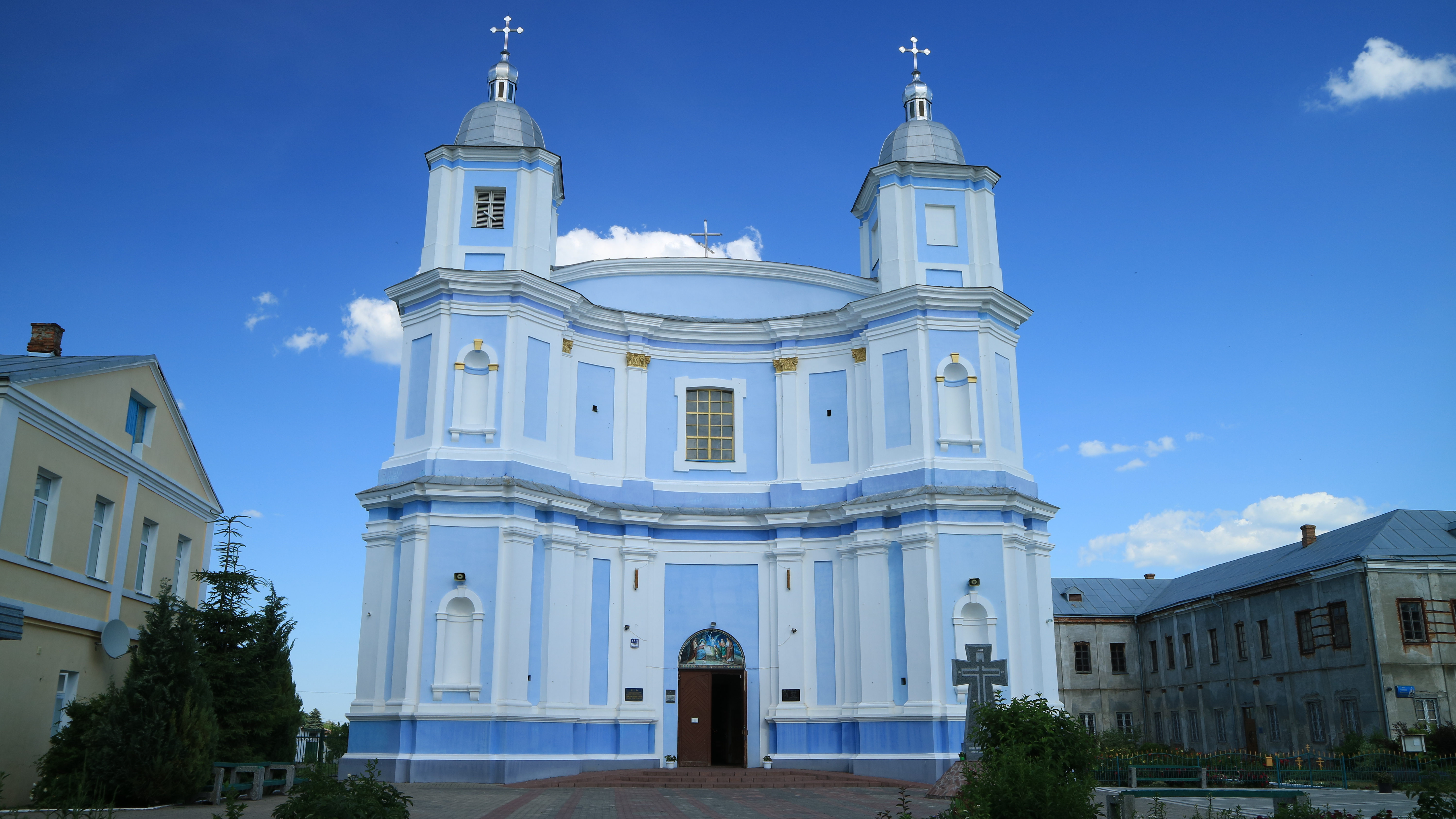
Voormalige jezuïetenkerk, nu orthodox klooster